# Maywa denki
 (février 2021).
Maywa denki (明和電機, Meiwa denki) est une société et une unité artistique japonaise réalisant des installations et des instruments de musique.

## Historique
Maywa denki est fondée en 1993 par les deux frères Tosa : Masamichi (frère aîné) président et Nobumichi (frère cadet) vice-président. L’entité porte le nom de l’entreprise Maywa Denki ltd. fondée par leur père Sakaichi Tosa. Basée à Ako, dans la préfecture de Hyōgo, elle n’avait pas survécu au choc pétrolier de 1979.  

## Réalisations
L’unité artistique Maywa Denki réalise des œuvres appelées des produits de non-sens, comme la série Naki d'objets en forme de poisson, ou encore sous formes d’instruments de musique mécaniques et électriques comme la série Tsukuba. Cette notion de non-sens est au cœur de la démarche artistique de l’entité, car c’est justement l'étrangeté de leurs objets qui déclenche leur attractivité.
Maywa Denki est également un groupe de musique pop rock. Leurs œuvres étant présentées comme des produits, leurs concerts sont donc l’occasion d’en faire les démonstrations. Dans cet esprit commercial, le collectif porte toujours l’uniforme de travail typique des magasins d’électricité japonais, incarnant les entreprises du Japon d’après-guerre. L’univers de Maywa Denki évoque un monde parallèle où les électroniciens sont des rockstars et inventeurs.
En 2001 Masamichi Tosa part à la retraite et Nobumichi Tosa prend la direction de la société. L’occasion pour lui de se lancer dans une nouvelle série, Edelweiss, des instruments de percussions et objets mécaniques autonomes en forme de fleur, présentés en 2003 à l’exposition Human being & Robot à Paris. Maywa Denki commence à produire des jouets, comme la série knockman Family. La démarche cherchant à repousser les limites entre œuvre et produit industriel se retrouve dans l’Otamatone (mot issu de la contraction du têtard en japonais otamajakushi et de tone en anglais), faisant partie de la quatrième série Voice Mechanics. Sorti en 2010 l’Otamatone a reçu le "High Target Toy Prize" en 2010 lors de l'International Tokyo Toy Show (東京おもちゃショー).

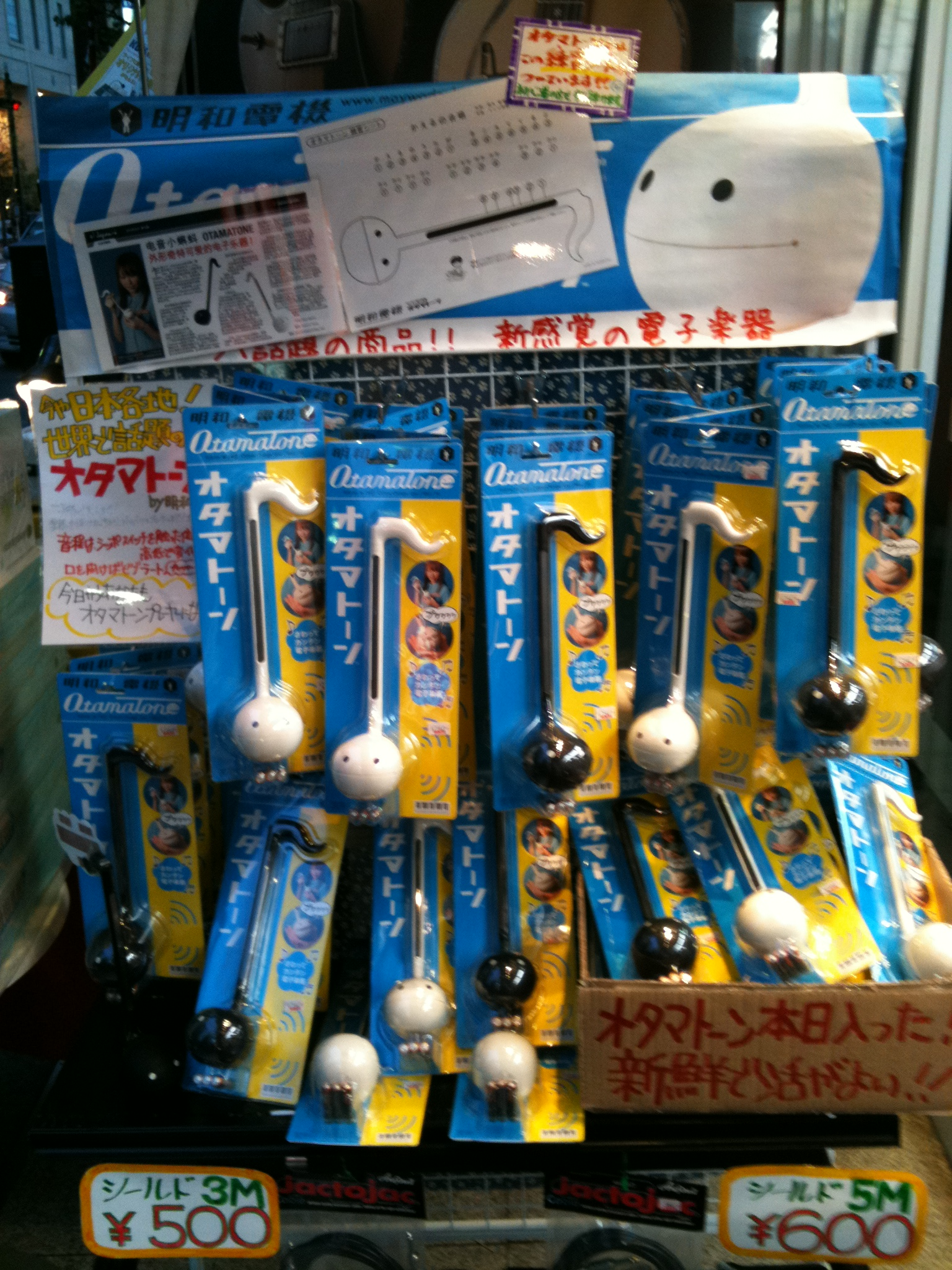
Des Otamatones en vente au Japon en 2010.
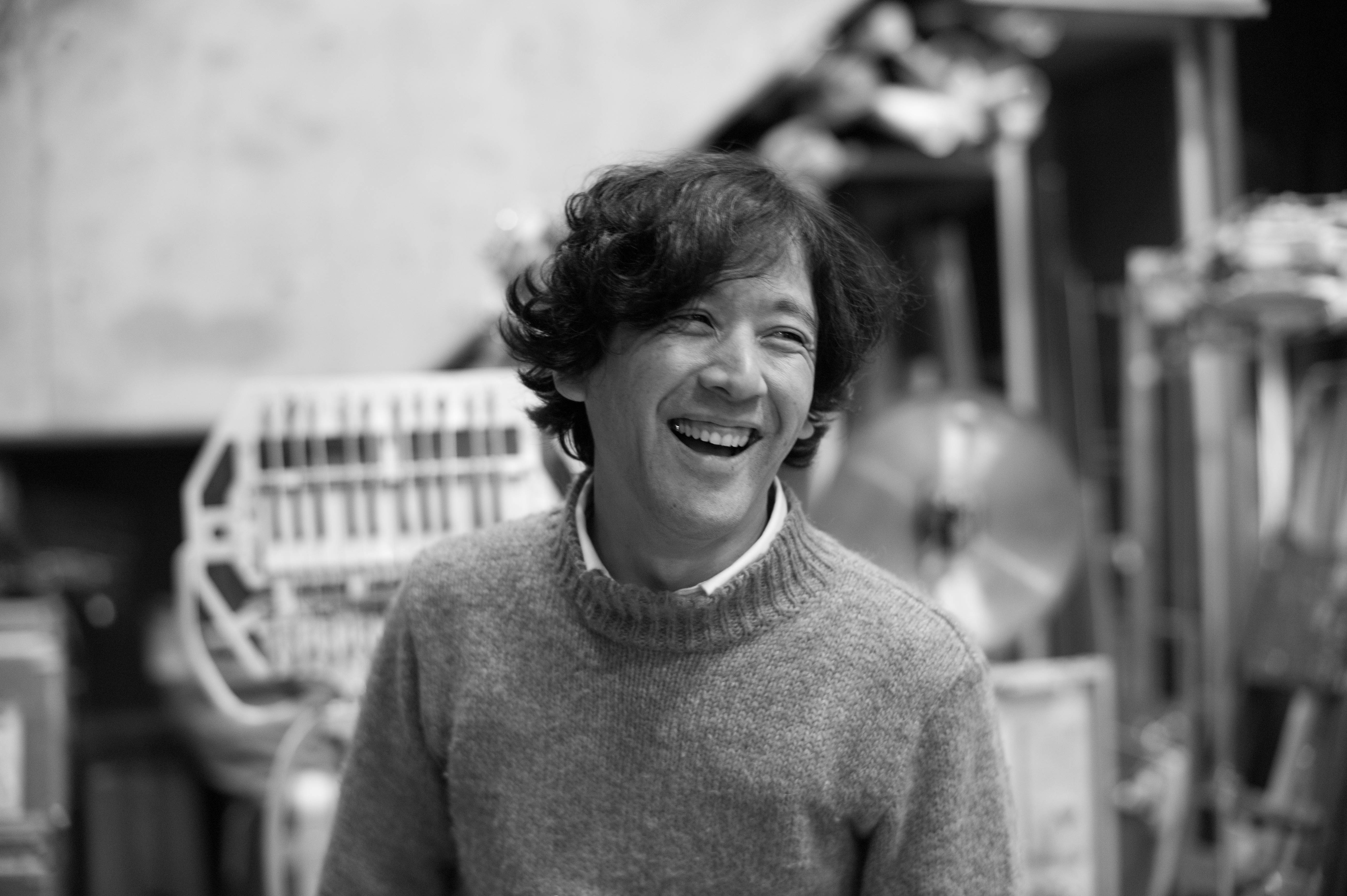
Nobumichi Tosa en 2013.

En juillet 2013, le spectacle de danse ROBOT! de la chorégraphe espagnole Blanca Li utilise dans sa scénographie des objets de la série Edelweiss et les costumes d’électriciens de Maywa Denki. Pour célébrer son vingtième anniversaire d’existence en 2013, l’unité Maywa Denki réalise un concert commémoratif au Akasaka Blitz à Tokyo et une exposition rétrospective au musée d'art contemporain du 21e siècle à Kanazawa. Elle est nommée officiellement envoyée culturelle pour l'Agence des affaires culturelles du Japon en 2013.
En 2014, une grande partie des nouvelles créations de Maywa Denki sont présentées dans l’exposition Art robotique de la cité des sciences de Paris. En 2018 Maywa Denki ressuscite le Na-cord une rallonge électrique en forme de squelette de poisson de la série Naki et en profite pour en faire une déclinaison USB.
Le premier magasin Maywa Denki Akihabara a ouvert le 30 mars 2019. Il est situé dans les Tokyo Radio Department Store Shops, près de la gare d'Akihabara.

## Performances et expositions
- Avril-septembre 1994, «Next Weekend are Maywa’s Days»
- Mai 1995, «Skins of Arts»
- Mai 1995, «Fukui International Video Biennial VI»
- Juillet 1995, «Curator’s Eyes '95»
- Avril 1996, «Tokyo Pop»
- Août 1996, «Exposition Tsukuba»
- Septembre-décembre 1997, «Exposition NAKI»
- 1999, «Exposition Maywa Denki» au grand magasin Shinjuku Odakyu et au grand magasin Kobe Daimaru
- Mai 2000, «NAKI Exhibition» à Agnes b., Aoyama
- Août 2000, «EDELWEISS Exhibition» à Agnes b., Aoyama
- Mars 2001, «Maywa Denki Exhibition» à la Galerie Du Jour agnes b., Paris[3].
- Mai 2001, «Maywa Denki Exhibition» invitée pour l'événement «Tokyo Life» à Selfridges, Londres
- Septembre-décembre 2002, «Romance Engineering» à Shibuya PARCO et Nagoya PARCO
- Septembre 2003, Ars Electronica «Cyberarts 2003» au O.K Centrum für Gegenwartskunst, Linz, Autriche[4].
- Novembre 2003, «HOMMES ET ROBOTS» à La maison de la culture du Japon, Paris, France
- Juillet-décembre 2004 «NONSENSE MACHINES» au Hiroshima City Museum of Contemporary Art, Hiroshima et au NTT InterCommunication Center, Tokyo
- Décembre-octobre 2005, «Maywa Denki: Exhibit Nonsense Machines» au JSMA, Oregon, USA
- Juillet-septembre 2006, «NONSENSE MACHINES» au Kirishima Open-Air Museum, Kagoshima
- Octobre 2006-janvier 2007, «Nonsense Machines: NAKI» à la LIBRARIE GALERIE d'Agnès b., H.K.
- Juillet-août 2007, «NONSENSE MACHINES» au OKAYAMA DIGITAL MUSEUM, OKAYAMA
- Octobre-novembre 2007, «Noncense Machines: NAKI» une exposition multimédia de Maywa Denki au magasin Eslite Sinyi, Taipei, Taiwan.
- Janvier 2008, «The World of Knock Music», Galerie MITATE + Galerie le Bain, Nishi-Azabu, Tokyo
- Janvier 2008, «The World of Knock Music», Oriental Hotel Gallery, Hiroshima.
- Novembre 2008, «Article 08», Norvège
- Printemps-mai 2009, «NONSENSE MACHINES» au Museum of Art - Kochi, Kochi
- Mai-août 2009, «Exhibition 5‘ bones ’Dirigée par Shunji Yamanaka», 21_21 DESIGN SIGHT, Tokyo
- Février 2010, «Cyber Arts Japan - Ars Electronica 30 years for Art and Media Technology», Museum of Contemporary Art Tokyo (MOT), Tokyo
- Mai - juin 2010: «Maywa Denki Voice Project exhibition» Département Seibu Shibuya, Tokyo
- Juin - octobre 2010: «Knock! music -Four evolution theories, from percussion to computer » Miraikan, Tokyo[5].
- Août - octobre 2010 «Japan Media Arts Festival in Istanbul 2010» Pera Museum, Istanbul
- Septembre - octobre 2010: Exposition au COMME des GARCONS TRADING MUSEUM, Tokyo
- Novembre-2010: Exposition au COMME des GARCONS DOVER STREET MARKET, Londres
- Janvier-avril 2011, Exposition «agnes b.’s Musique Plastique», Paris, France
- Juin-juillet 2011, Exposition «TRANSFORMER», Béthune, France[6].
- Septembre 2011, Exposition «Ars Erectronica Campas 2011: Sérieusement ludique / ludique sérieux - Université de Tsukuba», Linz, Autriche
- Mars - mai 2012, Exposition «OTAMATONE» ELTTOB TEP ISSEY MIYAKE, Ginza
- Jan-Fév 2013, Exposition Nonsense-Machines au 21st Century Museum of Contemporary Art, Kanazawa, Ishikawa
- Juin 2013, exposition du 20ᵉ anniversaire de Maywa Denki: Eslite x Maywa Denki
- Juillet 2013, «Japan EXPO», France
- Avr-juin 2014, Exposition EDELWEISS à la Yoshizawa Garden Gallery de la ville d'Ichikawa, Chiba
- Juin 2014, «Voice Mechanics at the Esplanade», Singapour
- Novembre 2014, «SUPER GIRLS EXPO à Taipei», Taiwan
- Décembre 2014 - janvier 2015 «Shenzhen NewMedia Art Festival», Chine
- 2013 - 2016 «ROBOT!», France[7].
- Juin-août 2017, «Comparé-MUJI et Maywa Denki: Expériences de mesures absurdes» ATELIER MUJI à MUJI Yurakucho. Tokyo
- Juil 2017, Centre d'exposition international de Qujiang «Maker Faire Xi’an», Xi'an, Chine
- Juil 2017, «FUJI ROCK FESTIVAL 2017» Station de ski de Naeba, Niigata, Japan
- Septembre-novembre 2017, «Rokko Meets Art 2017» Rokko Cable sanjo, Hyogo, Japan
- Oct-Nov 2017, «Exposition Morio Shinoda × Meiwa Denki FLOATING INDUSTRY ~ Flying Factory ~» AWAJI Cafe & Gallery, Tokyo
- Nov-Jan 2017, «Taro Okamoto and Media Art» TARO OKAMOTO MUSEUM OF ART, Kawasaki, Japan.
- Nov 2017-Jan 2018, salle commune "It’s a COPY" & co. Hong Kong.
- Juillet-octobre 2018, «Maywa Denki NONSENSE MACHINES in Oita» Oita Art Museum, Oita.
- Oct 2018, «Saison de créativité en Arabie saoudite», le Centre King Abdulaziz pour la culture mondiale, Arabie saoudite.
- Oct-Nov 2018, «Maywa Denki NONSENSE MACHINES in Nagasaki» Nagasaki Prefectural Art Museum, Nagasaki.
- Novembre 2019,«After Dark», Exploratorium, San Francisco[8].